# Storgata (Oslo)

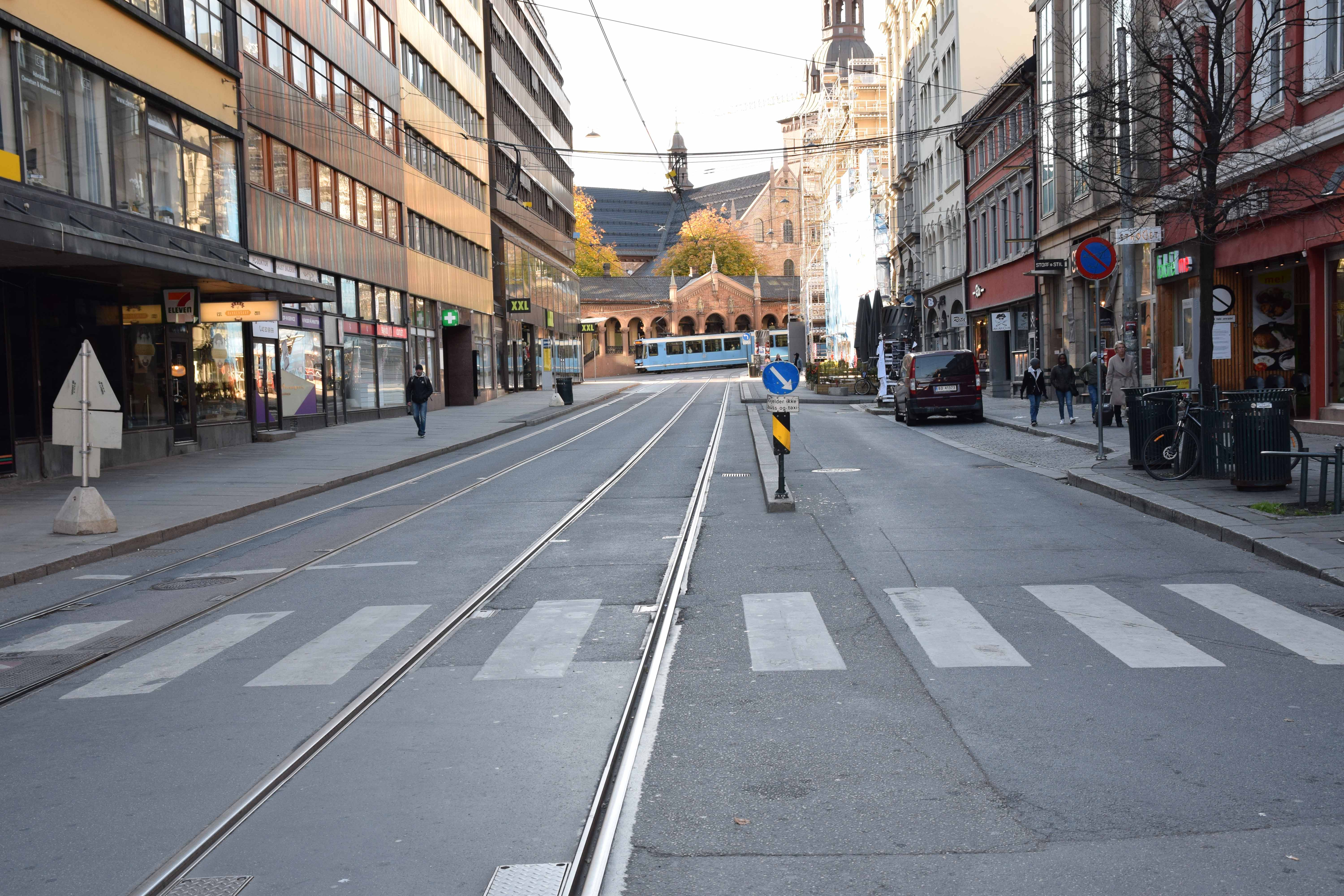
Storgata in Blickrichtung zum Osloer Dom

Die Storgata ist eine Straße im Osloer Stadtzentrum und den Stadtteilen Grünerløkka und St. Hanshaugen in der norwegischen Hauptstadt Oslo.

## Verlauf
Die Storgata verläuft in Südwest-Nordost-Richtung durch das Osloer Stadtzentrum, St. Hanshaugen und Grünerløkka. Sie beginnt im Süden an der Nordseite des Osloer Doms, wo sie in die Straße Kirkeristen mündet. Von dort verläuft sie Richtung Nordosten, bis sie an der Akerselva in die Nybrua übergeht und sich auf der gegenüberliegenden Uferseite der Akerselva in die Thorvald Meyers gate und den Trondheimsveien aufspaltet. Über die gesamte Länge der Storgata verläuft eine Straßenbahnstrecke.
Bis zur Brugata bildet die Storgata die Grenze zwischen dem Osloer Stadtzentrum (Sentrum) und dem Stadtteil St. Hanshaugen. Im weiteren Verlauf liegt sie auf der Grenze zwischen St. Hanshaugen und Grünerløkka.

## Geschichte
Die Straße gehört zu den ältesten Straßen Oslos und lag zunächst vollständig außerhalb der Stadtmauern. Ursprünglich war die Vaterlands Storgade die Hauptverbindung für den Verkehr, der über die Vaterlands bru von den Vorstädten in die Stadt führte. Zu dieser Zeit zählte die heutige Brugata, die von Osten kommend in die Storgata mündet, noch zum Straßenverlauf. Die Vaterlands Storgade führte somit vom Dom zunächst Richtung Nordosten, bevor sie Richtung Osten zur Vaterlands bru, einer Brücke über die Akerselva, abknickte. Im Jahr 1784 wurde die Straße im Zuge einer Stadterweiterung in das Stadtgebiet integriert. Der heutige Straßenabschnitt zwischen der Einmündung der Brugata und der Kreuzung mit der Hausmanns gate war zu dieser Zeit noch eine Zufahrtsstraße zu den dort liegenden Landgütern. Der weitere Verlauf von der Hausmanns gate bis zur Nybrua entstand schließlich im Zuge des Baus der Brücke im Jahr 1827. Im Jahr 1839 wurde die gesamte Straße Teil der Stadt.
Bereits zu Beginn des Ausbaus des Osloer Straßenbahnnetzes wurden Straßenbahnlinien über die Storgata geführt. Im Oktober 2024 entgleiste eine S-Bahn auf der Storgata und fuhr in ein Elektrogeschäft. Bei dem Unfall wurden vier Personen verletzt.